# ジャン＝バティスト・エリー・ド・ボーモン
ジャン＝バティスト・アルマン・ルイ・レオンス・エリー・ド・ボーモン（Jean-Baptiste Armand Louis Léonce Élie de Beaumont、1798年9月25日 - 1874年9月21日）は、フランスの地質学者。フランスの地質図を作成し、山脈の形成が地球が冷却される時、収縮して「しわ」ができることによるという説を発表した。

## 生涯
カルヴァドス県の Canon に生まれた。エコール・ポリテクニークと国立鉱山学校で数学と物理学を学び、1827年から鉱山局で働いた。1835年に国立鉱山学校の地質学の教授に任じられた。1847年に鉱山局の査察官、1861年副長官となった。各国のアカデミーの会員に選ばれ、上院議員をつとめ、フランソワ・アラゴーの没後の科学アカデミーの永世事務局長を継いだ。
エリー・ド・ボーモンの山脈の形成に関する仮説は1829年に科学アカデミーで発表され、1852年に Notice sur le systeme des montagnes として出版された。地球上の山脈が大円に平行で、造山活動が同時期に起こっていることに注目し、地球が冷却していく過程で収縮するために、地殻に「しわ」ができるのが山脈の成因だとした。この説は受け入れられることは無かったが、後の大陸移動説の先駆として評価されている。
エリー・ド・ボーモンの功績としてはフランスの地質図の作成を主導したことであり、フランスの地質に関して多くの論文を発表し、国立鉱山学校を退職後も地質学的研究を続けた。1843年ロンドン地質学会からウォラストン・メダルを受賞した。